# Carnegie Free Library (Montrose)

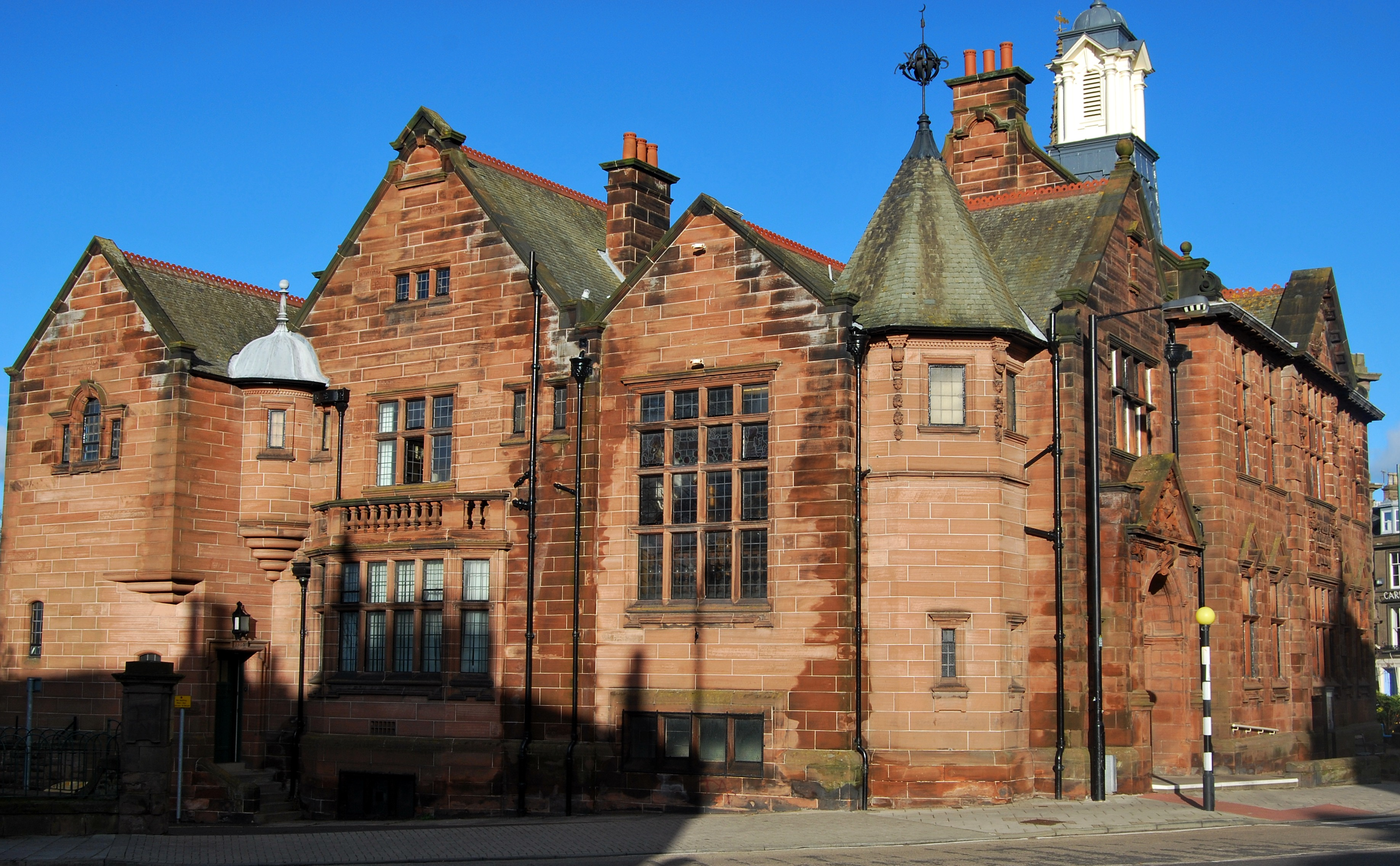
Carnegie Free Library

Die Carnegie Free Library, auch Montrose Library, ist eine öffentliche Bibliothek in der schottischen Kleinstadt Montrose in der Council Area Angus. 1971 wurde das Bauwerk in die schottischen Denkmallisten in der höchsten Denkmalkategorie A aufgenommen.

## Geschichte
Die Bibliothek zählt zu den Carnegie-Bibliotheken, die der US-Stahlindustrielle Andrew Carnegie um die Jahrhundertwende stiftete. 1902 versprach Carnegie die Summe von 7500 £ zur Errichtung einer Bibliothek in Montrose zur Verfügung zu stellen. Der Bau wurde ausgeschrieben und der schottische Architekt James Lindsay Grant gewann am 24. April 1903 den Wettbewerb. Am 5. Juli 1905 eröffnete bereits der Lesesaal, während die Bibliothek erst am 19. Oktober desselben Jahres eröffnet wurde. Die Baukosten überstiegen die anvisierten 7500 £.

## Beschreibung
Die Carnegy Free Library steht am ehemaligen Standort eines kirchlichen Begegnungshauses an der Einmündung von Bridge Street und High Street in den Castle Place. Das groß dimensionierte, zweistöckige Gebäude ist in einer freien Interpretation aus Neorenaissance- und Scottish-Baronial-Stil ausgestaltet. Der rote Sandsteinbau ist unsymmetrisch aufgebaut. Links an der südostexponierten Hauptfassade befindet sich das rundbogige Eingangsportal mit Bleiglas-belegtem Kämpferfenster und ornamentiertem Schlussstein. Seine flankierenden ionischen Pilaster tragen einen Dreiecksgiebel mit Zahnschnitt und reich skulpturiertem Tympanum, welches das Wappen des Burghs zeigt. Zurückversetzt tritt links ein oktogonaler Treppenturm heraus. Die fünf länglichen Fenster mit Schlusssteinen der Hauptfassade sind im Erdgeschoss bekrönt. Ein Risalit tritt mittig heraus, dessen Fenster zu einem Fünfling gekuppelt ist. Sämtliche Pfensterpfosten sind steinern.